# 絲莉婭·紗蘭
絲莉婭·紗蘭（英語：Shriya Saran，1982年9月11日—）是印度電影女演員。她主要出現在南印地、寶萊塢和美国电影。
她最為人所知的作品包括和南印度巨星Rajinikanth合作的泰米尔电影《大行善者》。該電影在印度取得巨大的票房收入。
她其他较为人所知的电影有《Awarapan》、《Kanthaswamy》和《Manam》等。

## 外部連結
- 絲莉婭·紗蘭在互联网电影资料库（IMDb）上的資料（英文）